# Andreas Ihle
Andreas Ihle (født 2. juni 1979) er en tysk tidligere kajakroer, som deltog i fire olympiske lege i sprint. 
Ihles første OL var i 2000 i Sydney, hvor han roede toerkajak sammen med Olaf Winter; de blev nummer fire i finalen.
I 2001 var han med i den tyske K4, der vandt EM-sølv og VM-guld, mens de året efter vandt VM-sølv og i 2004 VM-bronze. Samme år var han med ved de olympiske lege i Athen i fireren, der derudover blev roet af Mark Zabel, Björn Bach og Stefan Ulm. De blev nummer tre i indledende heat, hvilket var nok til at kvalificere dem til finalen. Her var den ungarske kajak hurtigst og vandt guld, mens tyskerne sikrede sig andenpladsen foran slovakkerne.
Efter OL i 2004 vendte Ihle tilbage til toerkajakken og vandt bronze ved EM 2005 samt sølv i 2006 og 2007 samt VM-sølv 2005 og 2006.
I 2008 kom han til at ro sammen med Martin Hollstein, og de stillede op sammen til OL samme år i Beijing, hvor de vandt deres indledende heat sikkert foran danskerne Kim Wraae Knudsen og René Holten Poulsen og dermed kvalificerede sig direkte i finalen. Her gentog de to tyskere præstationen fra indledende heat, da de henviste Wraae og Poulsen til andenpladsen, mens italienerne Andrea Facchin og Antonio Scaduto sikrede sig bronze.
De følgende år dominerede Hollstein og Ihle deres klasse og vandt guld ved EM i både 2010 og 2011 og ved VM i 2010 samt sølv ved EM i 2012.
De var derfor favoritter ved OL 2012 i London, og de vandt da også sikkert deres indledende heat. I finalen satte de spurten ind for sent og måtte nøjes med bronzemedaljer efter de ungarske vindere Rudolf Dombi og Roland Kökény samt portugiserne Fernando Pimenta og Emanuel Silva.
Dette blev Ihles sidste internationale mesterskabsmedalje, og i 2017 indstillede han sin karriere.